# Кандавл
Кандавл (др.-греч. Κανδαύλης) — полулегендарный царь Лидии, последний из династии Гераклидов.

## Значение имени
Николай Дамасский называет данного царя Адиатт (вероятно, вариант произношения имени Алиатт, популярного среди лидийских царей).
Имя (или прозвище) «Кандавл», вероятно, означает «душитель собаки» и, по предположению Вяч. В. Иванова, связано с общим индоевропейским мифом о герое-убийце пса.
Именем Кандавл меонийцы (то есть лидийцы) называли Гермеса. По Гесихию, это Гермес или Геракл. Кандил или кандавл — лидийское блюдо.

## История
Согласно рассказу Геродота, Кандавл, одержимый страстной любовью к своей жене Нисе (Геродот не упоминает её имени, оно взято из Птолемея Хенна), настолько гордился её красотой, что однажды приказал своему телохранителю Гигу подглядеть за ней, когда та, обнажённая, готовится отойти ко сну. Однако царица заметила Гига и, поняв, что замысел принадлежал её супругу, на следующий день вызвала телохранителя к себе и предложила ему выбор: либо убить царя и жениться на ней, либо быть казнённым. Гиг после долгих колебаний выбрал первый вариант: он убил Кандавла, женился на царице и основал династию Мермнадов.
Также согласно Геродоту, греки называли Кандавла Мирсилом, и он был сыном Мирса.
К этому мифологическому сюжету восходит название кандаулезизма — психопатологического синдрома, состоящего в потребности демонстрировать другим наготу своего партнёра.
Платон в «Государстве» повествует, что Гиг был не царедворцем, а обычным пастухом, который с помощью кольца, дарующего ему невидимость (снятого с трупа огромного человека, лежащего в бронзовом коне, которого пастух, в свою очередь, нашёл в появившейся после землетрясения расщелине), соблазнил царицу и умертвил её супруга.

## В искусстве
- Неосторожность Кандавла — картина У. Этти
- Царь Кандавл (новелла) Теофила Готье
- Царь Кандавл (балет)  по новелле
- Царь Кандавл (опера)  Опера Александра Цемлинского